# ジョン・ウィック:チャプター2
『ジョン・ウィック:チャプター2』（原題: John Wick: Chapter 2）は、2017年に公開されたアメリカ合衆国のネオ・ノワール・アクション・スリラー映画。前作同様R15+指定。監督はチャド・スタエルスキ、脚本・原作はデレク・コルスタッド。
『ジョン・ウィック』の続編であり、前作から5日後に起こった出来事を描く。キアヌ・リーブス、コモン、ローレンス・フィッシュバーン、リッカルド・スカマルチョ、ルビー・ローズ、ジョン・レグイザモ、イアン・マクシェーンが出演する。キアヌ・リーブスとローレンス・フィッシュバーンが共演するのはマトリックス3部作以来である。
日本版のポスター等で使われたキャッチコピーは「伝説の殺し屋VS世界中の殺し屋」。
続編『ジョン・ウィック:パラベラム』が2019年に公開された。

## あらすじ
前作の出来事から5日後、ジョン・ウィックはロシアン・マフィアのボス、アブラム・タラソフのアジトから自身の愛車を取り戻す。その直後、かつて誓印（マーカー）によってジョンが借りを負っているイタリア系犯罪組織カモッラの幹部、サンティーノ・ダントニオがジョンの自宅を訪れ、暗殺の依頼を持ちかける。既に引退を決意していたジョンは誓印を目の前に突き付けられても、これを拒否するが、その報復として、亡き妻との想い出が詰まった自宅を爆破されてしまう。
誓印の掟に縛られたジョンは、コンチネンタルの支配人ウィンストンに助力を求めるが、ウィンストンからも「誓印の掟は絶対である」として依頼を受けるよう諭される。やむなく任務を引き受けたジョンは、サンティーノから、父の跡を継いでハイテーブルの席に就いた実姉ジアナの暗殺を命じられる。
ローマに到着したジョンは、現地の協力者たちと合流し、任務のための準備を進める。そして、世界各地の犯罪組織を統べる「主席連合」の一員となろうとしているジアナに接近し面会を果たす。しかし、ジョンの姿を見たジアナは自らの運命を悟り、自死を選ぼうとする。それを静かに見届けたジョンは、任務遂行の証としてとどめを刺す。
直後に護衛のカシアンをはじめとするジアナ側の追手と交戦し、ジョンは地下墓地へ逃走するが、今度は依頼主であるサンティーノの命を受けたアレス率いる部隊に襲撃される。サンティーノは自身が企てた実姉の暗殺計画の証拠隠滅のため、執行者であるジョンの抹殺を図ろうとしたのであった。アレスの追撃をかわしたジョンは、再びカシアンと戦闘になるが、偶然コンチネンタル・ホテルにたどり着き、ホテル内での殺しを禁ずる掟により一時的な停戦状態となる。バーで再戦を誓い合った後、ジョンはローマを後にする。
サンティーノはジョンの首に700万ドルの賞金を懸け、ニューヨーク中の殺し屋に指令を出す。ジョンは自身を裏切ったサンティーノを討つためニューヨークへ舞い戻るが、街中で次々と殺し屋たちに命を狙われる。応戦しながら刺客を次々に返り討ちにする中、ローマからジョンを追って来たカシアンと地下鉄内で激闘を繰り広げ、最終的にジョンがナイフを突き刺し、身動きが取れない状態にして勝利を収める。
賞金首として追い詰められたジョンは、主席連合に属さないニューヨークの地下犯罪組織を率いる“バワリー・キング”のもとを訪れる。かつてジョンがキングの命を奪わずに見逃した過去があったことから、キングも協力に応じる姿勢を見せる。ジョンはサンティーノの排除はキングにとっても利益となるはずだと利害の一致を説き、ようやく協力を取りつける。
キングが提示した協力内容は、キンバーの45口径1911を1丁、懸賞金700万ドルにちなんだ7発の弾丸、そしてサンティーノの居場所に関する情報と、そこへ向かうための経路だった。
ジョンはサンティーノが現れた美術館へと乗り込み、迎撃に現れた部下たちを次々と倒していく。やがてサンティーノの側近であるアレスが現れ、彼を護衛しつつジョンとの一騎打ちに臨むが、最終的にジョンにナイフを突き刺され動きを封じられて敗れる。
美術館を脱出したサンティーノは、最終手段としてコンチネンタル・ホテル内へと逃げ込む。ホテルでの殺人は禁止という絶対的な掟が存在しており、余裕ぶったサンティーノはそのルールを盾にジョンを挑発する。支配人ウィンストンが怒りに震えるジョンの制止を試みるものの、ジョンは一切の躊躇なくサンティーノの頭を撃ち抜き、コンチネンタルの掟を破るという重大な禁忌を犯す。
焼け落ちた自宅に戻り、かつての思い出の品を手にしたジョンは、ウィンストンからの呼び出しで公園へ向かう。そこでウィンストンは、ジョンがコンチネンタルの掟を破ったことで、主席連合によって全世界の殺し屋を敵に回し、今後一切コンチネンタルのサービスを利用できなくなることを告げる。
しかし、長年の友情に対するせめてもの配慮として、ウィンストンはジョンに誓印を手渡し、暗殺の発動を1時間遅らせることで、逃走の猶予を与える。公園を歩く人々はすでに主席連合の影響下にあり、ジョンに懸けられた高額な賞金の情報が彼を取り巻く人々の携帯端末に送信されていく。もはや誰が敵かわからない雑踏の中、ジョンは愛犬とともに走り去っていく。

## 登場人物・キャスト

### 主人公
ジョン・ウィック
演 - キアヌ・リーブス、日本語吹替 - 森川智之
引退した伝説的な殺し屋。「ブギーマン（闇の者）」として恐れられる。ジョナサンの名で呼ばれることもある。前作のラストで助けたピットブル犬と暮らす（名前はない）。かつて引退するためにサンティーノに貸し（誓印）を作ったために、誓印の掟によって彼の依頼を受けざるを得なくなる。さらに中盤ではサンティーノがジョンの暗殺を公示したために、ニューヨーク中の殺し屋たちから命を狙われることとなる。

### カモッラ
サンティーノ・ダントニオ
演 - リッカルド・スカマルチョ、日本語吹替 - 櫻井孝宏
イタリア系犯罪組織「カモッラ」の幹部。かつてジョンの仕事の手助けをした貸しがあり、その際の「誓印」のメダルを所持している。父の跡を姉のジアナが継いだことをよく思っておらず、「誓印」の掟によってジョンに彼女を暗殺するように命令し、最初に拒否した時は彼の家を爆破する。初めからジョンを生かすつもりはなく、ジアナ殺しが成功すると、部下のアレスに口封じのために襲わせ、さらに700万ドルの懸賞金を掛けてニューヨーク中の暗殺者に彼の命を狙わさせる。
劇中では主席連合の一員となることでニューヨークの裏社会を牛耳る野望を抱いているとジアナから語られるのみだが、未公開シーンでは主席連合の特権を利用してオーレリオから「金貨」を強奪したり、掟を無視した強引な裏社会の「改革」を行おうとしてウィンストンに苦言を呈されるなどの場面がある。
アレス
演 - ルビー・ローズ、日本語吹替 - なし（原語音声）
サンティーノのボディガードで暗殺者。唖者であり、手話で会話する。サンティーノの忠実な部下としてジョンの命を狙う。
ジアナ・ダントニオ
演 - クラウディア・ジェリーニ、日本語吹替 - 三沢明美
カモッラのボスでサンティーノの姉。「主席連合」の12人の代表の1人でジョンの旧友でもある。自分を殺しに現れた彼を見てすべてを悟り、自ら命を断つ。
カシアン
演 - コモン、日本語吹替 - 俊藤光利
ジアナのボディガードで暗殺者。ジョンの旧友でもあり、暗殺の腕はほぼ互角。敬愛していたジアナを殺されたためジョンの命を狙う。互いの力量を知り尽くしており、プロの殺し屋の礼儀として苦しまずに殺してやると誓い合う。

### コンチネンタル
ウィンストン
演 - イアン・マクシェーン、日本語吹替 - 安原義人
コンチネンタルの代表であり、「コンチネンタル・ホテル・ニューヨーク」のオーナー兼支配人。ジョンの親友で、彼に敬意を払い、彼を軽く見る者に忠告を行う。コンチネンタルの代表として殺し屋の世界で絶大な力を持ち、掟を破った者には容赦しない。
シャロン
演 - ランス・レディック、日本語吹替 - 堀内賢雄
「コンチネンタル・ホテル・ニューヨーク」のコンシェルジュ。ジョンに強い敬意を払っている。ジョンがローマに行く際、ホテルとして犬を預かれない為、個人として預かる。
ジュリアス
演 - フランコ・ネロ、日本語吹替 - 勝部演之
「コンチネンタル・ホテル・ローマ（本店）」のオーナー兼支配人。ジョンの旧友で、再会を喜ぶ。ニューヨークのウィンストン同様にホテル内での殺しを禁じている。
ルシア
演 - ヨウマ・ジャキテ、日本語吹替 - 大地葉
「コンチネンタル・ホテル・ローマ」のフロント。
ソムリエ
演 - ピーター・セラフィノウィッツ、日本語吹替 - 藤沼建人
「コンチネンタル・ホテル・ローマ」のソムリエ。ただしテイスティングするのは銃等の武器である。
アンジェロ
演 - ルカ・モスカ、日本語吹替 - 小林親弘
イタリアに店を構える裏社会の仕立て屋。ジョンの要望に応えて内芯に防弾素材を使ったスーツを仕立て、着弾時の衝撃までは緩和できないと忠告する。
演じるモスカはシリーズの衣装デザイナーを務めている。

### 地下犯罪情報組織
バワリー・キング
演 - ローレンス・フィッシュバーン、日本語吹替 - 玄田哲章
地下犯罪情報組織の王。彼を含む組織のメンバーは、普段ホームレスのふりをして活動している。実はジョンとは面識があり、下っ端時代に殺されかけるも、見逃してもらった過去を持つ。その過去によって自らは王になれたとジョンに言う。
日本語版の公式サイトによれば、元コンチネンタルの会員で凄腕の殺し屋。その後、主席連合やコンチネンタルのどちらにも属さない独自の組織を立ち上げたという。
バワリーはニューヨーク市の地区の一つ。
アール
演 - トビアス・シーガル、日本語吹替 - 小林親弘
バワリーの手下。普段は地下鉄の駅でホームレスのふりをしている。

### ニューヨーク
オーレリオ
演 - ジョン・レグイザモ、日本語吹替 - 家中宏
自動車修理工場のオーナー。前作にも登場したジョンの旧友であり、冒頭で全損したマスタングを修理のために引き取る。
未公開シーンでは、主席連合の座に就いたサンティーノが部下を伴って来襲し、裏社会の通貨である金貨を強奪されてしまう。
ジミー
演 - トーマス・サドスキー、日本語吹替 - 北田理道
前作にも登場したジョンの友人の警察官。
チャーリー
演 - デヴィッド・パトリック・ケリー
未公開シーンにのみ登場。裏社会の掃除屋。

### 殺し屋
バイオリン奏者
演 - ハイジ・マネーメーカー、日本語吹替 - なし（原語音声）
バイオリンの路上演奏者で殺し屋。ジョン暗殺の公示を受け、不意打ちで彼に重傷を負わせることに成功するが、返り討ちに遭い死亡する。
演じるマネーメーカーは監督チャド・スタエルスキーの妻であり、プロのスタントパーソンである。
スモウ
演 - YAMA、日本語吹替 - なし（原語音声）
力士の殺し屋。大柄な体格を生かし、銃で撃たれても怯むことなくジョンに挑む。だが、頭を2度撃たれたことで死亡する。

### その他
ヘレン・ウィック
演 - ブリジット・モイナハン、日本語吹替 - 竹内絢子
ジョンの亡くなった妻。
アブラム・タラソフ
演 - ピーター・ストーメア、日本語吹替 - 高岡瓶々
ロシアン・マフィアのボス。前作に登場したヴィゴの弟で、ヨセフの叔父。ジョンのマスタングをアジトに保管していたため、彼が取り返しにくると予想しており、そのためにはアジトを放棄しても良いと考えている。ジョンを軽く見る部下を叱責したが、全て倒され自身も平和的に解決される。
オペレーター
演 - マーガレット・デイリー、日本語吹替 - 竹内絢子
主席連合に仕える「管理部」のオペレーター。

## 用語
主席連合（High Table）
世界中の犯罪組織が集まった組織。主席と呼ばれる12の代表がおり、劇中ではカモッラ、コーサ・ノストラ、ンドランゲタ、チャイニーズ・マフィア、ロシアン・マフィアの5つが言及されている。コンチネンタルとの具体的な関係は言及されないが、少なくとも協力関係にはある。
誓印
今作で明らかにされたコンチネンタルの掟の一つ。相互の交換条件を血の捺印をもって契約として交わしたメダル状の証（このメダルとは別にコンチネンタルが管理する台帳もある）。契約者は誓印の持ち主の依頼を一度だけ受けなければいけない義務があり、拒否したり、持ち主を殺害した場合は規約違反となる。

## 制作

### 進行
2015年2月、監督のチャド・スタエルスキとデヴィッド・リーチは『ジョン・ウィック』の続編の制作を始めた。同月 ライオンズゲートのCEOジョン・フェルサイマーは、会議で「ジョン-ウィック はフランチャイズとして色んなアクション映画に展開できる」と述べた。 またコルスタッドが再び脚本を書くことも付け加えた。 2015年5月に撮影されることが確定し、ライオンズゲートはフィルムをカンヌ国際映画祭で販売することとした。

### 撮影
主要撮影はニューヨークで2015年10月25日に開始された。

### 音楽
2016年に、タイラー・ベイツ 、ジョエル・J・リチャードにより映画のサウンドトラックが作曲されると報道された。
また、アリス・イン・チェインズのギタリスト・ボーカリストである ジェリー・カントレル が"為すべき仕事"("A Job To Do")、前作において、"Who You Talkin' to Man"を歌ったシスカンドラ・ノスタルジアが劇中とエンドクレジットにて"Coronation"と"Plastic Heart"を歌っている。

## 公開
ロサンゼルス で2017年1月30日にプレミア公開された。米国では2017年2月10日に映画館での上映が始まり、映画評論家から高い評価を得た。Rotten Tomatoesでは89%の数値を記録している。ローリング・ストーン誌のピーター・トラヴァースは星3.5（星4つ満点）と評し、「キアヌ・リーブスが狂乱と混乱に満ちた続編に戻ってきた。最も恐ろしい殺し屋のバイオレンス、ガンフー、アクションの混沌さを更に増しての復帰だ」と語っている。
全世界興行収入は前作の8800万ドルを大幅に上回り、1億ドルを突破した。

## 続編
2016年10月に第3作の制作を開始し、2017年6月にコルスタッド（本作の脚本家）が第3作の脚本に取り掛かったと報道された。
2018年4月より撮影を開始し、米国では2019年5月（日本では同年10月）に第3作となる『ジョン・ウィック:パラベラム』が公開された。